# Faina
Faina é um município brasileiro localizado no interior do estado de Goiás, Região Centro-Oeste do país. Sua população estimada pelo Instituto Brasileiro de Geografia e Estatística (IBGE) era de 7 004 habitantes em 2015.

## Formação administrativa
Faina era, inicialmente, um distrito criado por força da lei municipal nº 21, de 20 de setembro de 1966, subordinado ao município de Goiás. A lei que determinou sua área territorial, enquanto distrito, foi sancionada em 31 de dezembro de 1968, ainda pelo município de Goiás. Através do ato complementar nº 46, que entra em vigor em 7 de fevereiro de 1969, o distrito de de Faina é extinto e seu território volta a ser anexado ao município de Goiás.
Pela lei estadual nº 10.434, de 9 de janeiro de 1988, o município de Faina é estabelecido, desmembrado do município de Goiás. A sede do município passa a ser o antigo distrito de Faina. Com sua elevação à município, Faina passa a constituir-se de 3 distritos: Faina, Jeroaquara e Caiçara, todos desmembrados de Goiás. Sua instalação foi finalizada em 1 de junho de 1989.
Em divisão territorial datada de 2003, o município é constituído de 3 distritos: Faina, Jeroaquara e Caiçara. Assim permanecendo em divisão territorial datada de 2007.

## História
O distrito de Jeroaquara tem sua origem no antigo Arraial de Santa Rita, núcleo urbano surgido em 1729 nas proximidades do Córrego Vermelho, afluente do Rio Peixe I. O viajante Johann Baptist Emanuel Pohl registrou trinta casas no local em 1819, quando as lavras de ouro já estavam abandonadas.